# Vöröshomlokú gazella
A vöröshomlokú gazella (Eudorcas rufifrons, korábban Gazella rufifrons) az emlősök (Mammalia) osztályának párosujjú patások (Artiodactyla) rendjébe, ezen belül a tülkösszarvúak (Bovidae) családjába és az antilopformák (Antilopinae) alcsaládjába tartozó faj.
Nemének a típusfaja.

## Előfordulása
A Szaharától délre húzódó Száhel-övezet száraz, nyílt, füves szavannáinak és bozótosainak lakója. Elterjedési területe magába foglalja Burkina Fasót, Kamerunt, a Közép-afrikai Köztársaságot, Csádot, Eritreát, Etiópiát, Malit, Mauritániát, Nigert, Nigériát, Szenegált, Szudánt és Dél-Szudánt.

## Alfajai
Változó számú alfaját írták le az idők során, azonban manapság az alábbi 5 van elfogadva:
- Eudorcas rufifrons centralis W. Schwarz, 1914
- Eudorcas rufifrons hasleri Pocock, 1912
- Eudorcas rufifrons kanuri Schwarz, 1914
- Eudorcas rufifrons laevipes Sundevall, 1847
- Eudorcas rufifrons rufifrons Gray, 1846

## Megjelenése
A vöröshomlokú gazella nevét élénkvörös homlokáról kapta, amely mellett világosabb vörös és krémszínű csíkok futnak a szemtől az orrig. A szemek körül halvány világos fehér gyűrű látható. A test nagy része sárgásbarna, amit a has fehér szőrzetétől vékony, sötétbarna sáv választ el az oldalakon, a lábak között. A  15-25 centiméteres farok pamacsa fekete, ami éles kontrasztban áll a fehér farral. Testhossza 105-120 centiméteres, marmagassága 65-92 centiméter között mozog. Lábai rendkívül karcsúak, kívül vöröses, belül fehér színűek. A vöröshomlokú gazellák testtömege 20-35 kilogramm között mozog. Mindkét nem visel vastag, recés, közel párhuzamosan növő szarvakat; ezek enyhe „S”-alakban görbülnek. A tehenek szarvai 15-25, a bikáké 22–35 cm hosszúságúra nőnek meg.

## Életmódja
A vöröshomlokú gazellák kis csordákban élnek az év nagy részében. Fűfélékkel és különféle növények leveleivel táplálkoznak, ezekből nyerik vízszükségletük zömét; ennek ellenére jobban függenek a vízellátástól, mint hasonló körülmények között élő rokonaik, ezért évszakonként vándorolnak: a száraz időszakban délre húzódnak, az esősben pedig az északabbi, sivatagosabb területekre vonulnak. Vándorlásaikat egyre jobban megnehezíti az emberi jelenlét kiterjedése.

## Szaporodása
Párzásra egész évben sor kerülhet, ilyenkor a bikák védelmezik riválisaiktól a trágyával és szem alatti mirigyei váladékával kijelölt territóriumukat. Az egyetlen borjú 184-189 napos vemhességet követően jön a világra, és eleinte anyjától is távol rejtőzködik az aljnövényzetben. Körülbelül három hónaposan kerül sor az elválasztásra. A mintegy 12 évig élő vöröshomlokú gazellák tehenei 9 hónaposan, a bikák másfél évesen érik el az ivarérettséget.

## Természetvédelmi helyzete
Állományának nagyságát illetően csak találgatások vannak, de a legtöbb helyen csökkenőben van példányszáma. Egy 1999-es becslés szerint az összpéldányszáma körülbelül 25 000, ebből 3500-4000 a Nílustól keletre élő Heuglin-gazella.
A vöröshomlokú gazellára a fő veszélyforrást az illegális vadászat, illetve az emberi tevékenység kiterjedése jelenti: élőhelyét túllegeltetik a háziállatokkal (juhok, kecskék, tevék), illetve mezőgazdasági célokra hasznosítják. A szárazságok is súlyos gondot okoznak a fajnak. A gazellák körülbelül 15%-a él csak védett területeken, elsősorban a W Regionális Park (Niger, Burkina Faso, Benin), a Waza Nemzeti Park (Kamerun) és a Zakouma Nemzeti Park (Csád) területén. A Heuglin-gazella a szudáni Dinder Nemzeti Parkban élvez oltalmat.
Fogságban előfordul, de tenyészprogramot még nem dolgoztak ki a megmentésére. Az elmúlt húsz évben a védett területeken kívül állománya mintegy 30%-os csökkenésen esett át, ezért a Természetvédelmi Világszövetség sebezhetőnek nyilvánította. Ugyanez érvényes a Heuglin-gazellára is.